# Rainmaker (Keb' Mo')
Rainmaker è il primo album in studio del musicista statunitense Kevin Moore, conosciuto in seguito come Keb' Mo'. Il disco è stato pubblicato nel 1980.

## Tracce
1. I Intend to Love You (Kevin Moore, Andrea Weltman)
2. Break Down the Walls (Kevin Moore, John Lewis Parker)
3. Anybody Seen My Girl (Kevin Moore)
4. Speak Your Mind (Kevin Moore, Alex Brown)
5. Rainmaker (Kevin Moore, Pat Shepherd)
6. The Way You Hold Me (Kevin Moore)
7. Rainy Day People (Rainy Day Lady, Rainy Day Man) (Kevin Moore, Alex Brown)
8. Holding on to You (Bill Martin)